# Льнокомбайн
Льнокомба́йн или льноубо́рочный комба́йн — сельскохозяйственная машина для уборки льна-долгунца.
Льнокомбайн это машина, производящая одновременно теребление льна, очесывание головок и вязку очесанных стеблей в снопы. Первый льнокомбайн Всесоюзного научно-исследовательского института сельско-хозяйственного машиностроения появился в СССР в 1936 году. Лишь крупное социалистическое сельское хозяйство сделало возможным применение льнокомбайна. В условиях капитализма льнокомбайна оказался бы нерентабельным. Льнокомбайн. состоит из двух частей: 1) теребильной и 2) очесывающей. Первая часть состоит из теребильных секций с делителями и вертикального транспортера. Вторая часть состоит из дискового транспортера, вязального аппарата, очесывающего барабана с гребнями и биттером, камеры очеса и элеватора. Вес машины — около 1,5 т.
При движении льнокомбайна стебли льна подводятся делителями к теребильным ручьями, зажатые ремнями, вытеребливаются, относятся назад и выбрасываются на вертикальный транспортер, который передает их в дисковый транспортер зажима. Здесь стебли зажимаются в вертикальном положении ремнями транспортера и проходят мимо вращающегося барабана. Зубья барабана, установленные с нек-рым наклоном концов вниз, пронизывают слой стеблей и очесывают их. Очесанная солома выбрасывается транспортером в канал вязального аппарата, где упаковщиками формируется сноп. Связанный сноп выбрасывается на землю. При выключении иглы вязального аппарата очесанная солома расстилается на земле лентой. Ворох, сбрасываемый гребнями в камеру очеса, поднимается элеватором вверх и выбрасывается в мешок. При заполнении мешка отверстие элеватора перекрывается, полный мешок снимается и сталкивается на землю, на его место ставится другой. Ворох подвергается сушке и разделке. При уборке льнокомбайном очесанные стебли льна, связанные в снопы, идут в обработку в день теребления, что значительно ускоряет процесс получения волокна и улучшает его качество. Полученный ворох, состоящий в массе своей из целых головок с заключенными в них семенами, убирается под навес (островья, стелажи) для сушки и дозревания и таким образом совершенно изолируется от непогоды.
Экономическое значение льнокомбайна определяется следующими показателями: 1) сокращение сроков уборки и получение продуктов более высокого качества. 2) Экономия рабочей силы до 14 человекодней на 1 га по сравнению с ручной уборкой. 3) Уменьшение потерь по волокну и по семенам вследствие: а) более полного отделения семян от стеблей, б) более полного сбора вороха в мешки, в) незначительного отхода стеблей в путанину и г) упразднения перевозки необмолоченных снопов. Опытная партия льнокомбайнов изготовляется в 1937 на Люберецком заводе. Льнокомбайн рассчитан на работу с тракторами СТЗ—ХТЗ. Производительность его до 6—7 га в день. Качество работы: полнота очеса (97,4—99 %), потери семян на землю 0,7 %, отход стеблей в путанину 1,5—2 %.
В 1947 году советскими конструкторами — А. С. Маятом, М. И. Шлыковым и А. С. Моисеевым была разработана конструкция льнокомбайна. В СССР использовались прицепные льнокомбайны марок ЛК-4Т и ЛКВ-4Т.